# Чумачка
Чумачка (тат. Чумач) — деревня в Черемшанском районе Татарстана. Входит в состав  Нижнекармалкинского сельского поселения.

## География
Находится в южной части Татарстана на расстоянии приблизительно 20 км по прямой на северо-восток от районного центра села Черемшан у речки Шешма.

## История
Основана в 1920 году.

## Население
Постоянных жителей было: в 2002 − 153 (татары 99%), 133 в 2010.